# Cressy
Cressy – miejscowość i dawna gmina we Francji, w regionie Normandia, w departamencie Sekwana Nadmorska. W 2016 roku populacja ówczesnej gminy wynosiła 284 mieszkańców. 
W dniu 1 stycznia 2019 roku z połączenia trzech ówczesnych gmin – Auffay, Cressy oraz Sévis – powstała nowa gmina Val-de-Scie. Siedzibą gminy została miejscowość Auffay. 